# Olindiidae
Olindiidae es una familia de hidrozoos del orden Limnomedusae. Tienen una fase de pólipo y una fase de medusa. Los pólipos son generalmente pequeños (1 mm) y solitarios, pero en algunas especies son coloniales. Tienen un número variable de tentáculos y se pueden reproducir al nacer. Las medusas pueden crecer hasta 6 cm. Pueden tener o no canales centrípetos y los canales radiales no están ramificados. Las gónadas están al lado de los canales radiales, excepto en Limnocnida, donde están en el manubrio. Los huevos fertilizados se convierten en larvas de la plánula que se convierten en pólipos. Estos se multiplican asexualmente o pueden brotar de las medusas. En algunas especies, las medusas solo se producen cuando la temperatura del agua supera un cierto valor. La mayoría de las especies son marinas, pero varias también se pueden encontrar en aguas salobres y algunas, en particular Craspedacusta (como C. sowerbii) y Limnocnida, se encuentran en agua dulce.

## Taxonomía
El Registro Mundial de Especies Marinas identifica los siguientes géneros:
- Aglauropsis Mueller, 1865
- Astrohydra Hashimoto, 1981
- Calpasoma Fuhrmann, 1939
- Craspedacusta Lankester, 1880
- Cubaia Mayer, 1894
- Eperetmus Bigelow, 1915
- Gonionemus A. Agassiz, 1862
- Gossea L. Agassiz, 1862
- Hexaphilia Gershwin & Zeidler, 2003
- Limnocnida Günther, 1893
- Maeotias Ostroumoff, 1896
- Nuarchus Bigelow, 1912
- Olindias Mueller, 1861
- Scolionema Kishinouye, 1910
- Vallentinia Browne, 1902